# Kathleen Horvath
Pour les articles homonymes, voir Horváth.
Kathleen « Kathy » Horvath (née le 25 août 1965 à Chicago, Illinois) est une joueuse de tennis américaine, professionnelle de janvier 1981 à 1988.
En 1980, âgée de 15 ans, elle remporte le tournoi junior de Roland-Garros.
En 1983 et 1984, elle a atteint les quarts de finale à Roland-Garros, signant à ces occasions les deux meilleures performances en Grand Chelem de sa carrière. Elle est la seule joueuse à avoir battu Martina Navrátilová lors de la saison 1983.
Kathleen Horvath a gagné neuf tournois WTA (six en simple et trois en double dames).

## Palmarès

### Titres en simple dames
| No | Date       | Nom et lieu du tournoi                       | Catégorie | Dotation  | Surface         | Finaliste         | Score         |          |
| -- | ---------- | -------------------------------------------- | --------- | --------- | --------------- | ----------------- | ------------- | -------- |
| 1  | 19-01-1981 | Avon Futures of Montréal, Montréal           | Futures   | 30 000 $  | Dur (int.)      | Candy Reynolds    | 6-4, 7-6      | Parcours |
| 2  | 23-11-1981 | South African Open, Johannesburg             |           | NC        | Dur (ext.)      | Kathy Rinaldi     | 7-64, 6-4     | Parcours |
| 3  | 28-02-1983 | Ginny of Nashville, Nashville                |           | 50 000 $  | Moquette (int.) | Marcela Skuherská | 6-4, 6-3      | Parcours |
| 4  | 07-11-1983 | Ginny Championships, Honolulu                |           | 100 000 $ | Moquette (int.) | Carling Bassett   | 4-6, 6-2, 7-6 | Parcours |
| 5  | 04-03-1985 | Virginia Slims of Indianapolis, Indianapolis |           | 75 000 $  | Moquette (int.) | Elise Burgin      | 6-2, 6-4      | Parcours |
| 6  | 25-03-1985 | WTA of PGA, Palm Beach Gardens               |           | 50 000 $  | Terre (ext.)    | Petra Delhees     | 3-6, 6-3, 6-3 | Parcours |
| 7  | 06-07-1987 | Belgian Open, Knokke                         |           | 75 000 $  | Terre (ext.)    | Bettina Bunge     | 6-1, 7-6      | Parcours |

### Finales en simple dames
| No | Date       | Nom et lieu du tournoi | Catégorie  | Dotation  | Surface      | Vainqueure           | Score         |          |
| -- | ---------- | ---------------------- | ---------- | --------- | ------------ | -------------------- | ------------- | -------- |
| 1  | 16-05-1983 | German Open, Berlin    |            | 150 000 $ | Terre (ext.) | Chris Evert          | 6-4, 7-6      | Parcours |
| 2  | 23-01-1984 | Avon Cup, Marco Island | VS Tour C2 | 100 000 $ | Terre (ext.) | Bonnie Gadusek       | 3-6, 6-0, 6-4 | Parcours |
| 3  | 14-05-1984 | German Open, Berlin    |            | 150 000 $ | Terre (ext.) | Claudia Kohde-Kilsch | 7-6, 6-1      | Parcours |

### Titres en double dames
| No | Date       | Nom et lieu du tournoi                      | Catégorie | Dotation  | Surface         | Partenaire      | Finalistes                         | Score         |          |
| -- | ---------- | ------------------------------------------- | --------- | --------- | --------------- | --------------- | ---------------------------------- | ------------- | -------- |
| 1  | 03-05-1982 | Italian Open Pérouse                        | Series 3  | 100 000 $ | Terre (ext.)    | Yvonne Vermaak  | Billie Jean King Ilana Kloss       | 2-6, 6-4, 7-6 | Parcours |
| 2  | 01-08-1983 | US Clay Court Championships Indianapolis    |           | 200 000 $ | Terre (ext.)    | Virginia Ruzici | Gigi Fernández Beth Herr           | 4-6, 7-6, 6-2 | Parcours |
| 3  | 04-03-1985 | Virginia Slims of Indianapolis Indianapolis |           | 75 000 $  | Moquette (int.) | Elise Burgin    | Jennifer Mundel Molly Van Nostrand | 6-4, 6-1      | Parcours |

### Finales en double dames
| No | Date       | Nom et lieu du tournoi                   | Catégorie | Dotation  | Surface      | Vainqueures                     | Partenaire         | Score         |          |
| -- | ---------- | ---------------------------------------- | --------- | --------- | ------------ | ------------------------------- | ------------------ | ------------- | -------- |
| 1  | 14-05-1984 | German Open Berlin                       |           | 150 000 $ | Terre (ext.) | Anne Hobbs Candy Reynolds       | Virginia Ruzici    | 6-3, 4-6, 7-6 | Parcours |
| 2  | 21-05-1984 | Italian Open Pérouse                     |           | 150 000 $ | Terre (ext.) | Iva Budařová Helena Suková      | Virginia Ruzici    | 7-6, 1-6, 6-4 | Parcours |
| 3  | 22-04-1985 | Chrysler Tournament of Champions Orlando |           | 200 000 $ | Terre (ext.) | Martina Navrátilová Pam Shriver | Elise Burgin       | 6-3, 6-1      | Parcours |
| 4  | 18-05-1987 | GP de Strasbourg Strasbourg              |           | 75 000 $  | Terre (ext.) | Jana Novotná Catherine Suire    | Marcella Mesker    | 6-0, 6-2      | Parcours |
| 5  | 06-07-1987 | Belgian Open Knokke                      |           | 75 000 $  | Terre (ext.) | Bettina Bunge Manuela Maleeva   | Marcella Mesker    | 4-6, 6-4, 6-4 | Parcours |
| 6  | 05-10-1987 | Athens Trophy Athènes                    |           | 75 000 $  | Terre (ext.) | Andrea Betzner Judith Wiesner   | Dinky Van Rensburg | 6-4, 7-6      | Parcours |

## Parcours en Grand Chelem

### En simple dames
| Année | Open d'Australie (janvier) | Open d'Australie (janvier) | Internationaux de France | Internationaux de France | Wimbledon       | Wimbledon     | US Open         | US Open          | Open d'Australie (décembre) | Open d'Australie (décembre) |
| ----- | -------------------------- | -------------------------- | ------------------------ | ------------------------ | --------------- | ------------- | --------------- | ---------------- | --------------------------- | --------------------------- |
| 1979  | n/a                        | n/a                        | -                        | -                        | -               | -             | 2e tour (1/32)  | Dianne Fromholtz | -                           | -                           |
| 1980  | n/a                        | n/a                        | 2e tour (1/16)           | Kathy Jordan             | -               | -             | 2e tour (1/32)  | Barbara Potter   | -                           | -                           |
| 1981  | n/a                        | n/a                        | 3e tour (1/16)           | Bettina Bunge            | -               | -             | 3e tour (1/16)  | Jo Durie         | -                           | -                           |
| 1982  | n/a                        | n/a                        | 3e tour (1/16)           | Kathy Rinaldi            | 1er tour (1/64) | Pam Casale    | -               | -                | -                           | -                           |
| 1983  | n/a                        | n/a                        | 1/4 de finale            | Mima Jaušovec            | -               | -             | 2e tour (1/32)  | Hana Mandlíková  | -                           | -                           |
| 1984  | n/a                        | n/a                        | 1/4 de finale            | M. Navrátilová           | 2e tour (1/32)  | Bettina Bunge | 1er tour (1/64) | Susan Mascarin   | -                           | -                           |
| 1985  | n/a                        | n/a                        | 3e tour (1/16)           | Tine Scheuer             | -               | -             | 1er tour (1/64) | Ann Henricksson  | -                           | -                           |
| 1986  | n/a                        | n/a                        | 1er tour (1/64)          | Regina Maršíková         | 3e tour (1/16)  | Chris Evert   | 3e tour (1/16)  | M. Navrátilová   | n/a                         | n/a                         |
| 1987  | -                          | -                          | 1er tour (1/64)          | MJ Fernández             | 1er tour (1/64) | Csilla Bartos | 1er tour (1/64) | Larisa Savchenko | n/a                         | n/a                         |
| 1988  | -                          | -                          | 1er tour (1/64)          | Linda Ferrando           | 1er tour (1/64) | Elly Hakami   | -               | -                | n/a                         | n/a                         |
| 1989  | 1er tour (1/64)            | Kathrin Keil               | -                        | -                        | -               | -             | -               | -                | n/a                         | n/a                         |

À droite du résultat, l’ultime adversaire.

### En double dames
| Année | Open d'Australie (janvier)   | Open d'Australie (janvier) | Internationaux de France     | Internationaux de France   | Wimbledon                    | Wimbledon                  | US Open                      | US Open                    | Open d'Australie (décembre) | Open d'Australie (décembre) |
| ----- | ---------------------------- | -------------------------- | ---------------------------- | -------------------------- | ---------------------------- | -------------------------- | ---------------------------- | -------------------------- | --------------------------- | --------------------------- |
| 1979  | n/a                          | n/a                        | -                            | -                          | -                            | -                          | 2e tour (1/16) S. Mascarin   | B. Nagelsen Pam Shriver    | -                           | -                           |
| 1980  | n/a                          | n/a                        | 1er tour (1/16) Dana Gilbert | M. Blackwood Pam Whytcross | 1er tour (1/32) M. L. Piatek | Mary Carillo R. McCallum   | 2e tour (1/16) Lucia Romanov | C. Jolissaint I. Madruga   | -                           | -                           |
| 1981  | n/a                          | n/a                        | 1er tour (1/32) Kim Sands    | H. Mandlíková Betty Stöve  | -                            | -                          | 2e tour (1/16) Sandy Collins | J. Russell V. Ruzici       | -                           | -                           |
| 1982  | n/a                          | n/a                        | 1/2 finale Y. Vermaak        | Navrátilová Anne Smith     | 3e tour (1/8) Virginia Wade  | Rosie Casals W. Turnbull   | -                            | -                          | -                           | -                           |
| 1983  | n/a                          | n/a                        | 3e tour (1/8) Y. Vermaak     | Kohde-Kilsch Eva Pfaff     | -                            | -                          | 1er tour (1/32) Y. Vermaak   | A. Temesvári Virginia Wade | -                           | -                           |
| 1984  | n/a                          | n/a                        | 1/2 finale V. Ruzici         | Navrátilová Pam Shriver    | 1er tour (1/32) V. Ruzici    | S. Cherneva L. Savchenko   | 1er tour (1/32) V. Ruzici    | Jo Durie Ann Kiyomura      | -                           | -                           |
| 1985  | n/a                          | n/a                        | 3e tour (1/8) V. Ruzici      | Chris Evert P. Paradis     | -                            | -                          | 3e tour (1/8) V. Ruzici      | C. Bassett Chris Evert     | -                           | -                           |
| 1986  | n/a                          | n/a                        | 3e tour (1/8) R. Maršíková   | Anne Smith Sharon Walsh    | 1er tour (1/32) R. Maršíková | Lisa Spain Amanda Tobin    | 2e tour (1/16) Terry Phelps  | Navrátilová Pam Shriver    | n/a                         | n/a                         |
| 1987  | -                            | -                          | 1er tour (1/32) M. Mesker    | Terry Phelps R. Reggi      | 1er tour (1/32) M. Mesker    | Sandy Collins Sharon Walsh | 1er tour (1/32) M. Mesker    | N. Bykova S. Cherneva      | n/a                         | n/a                         |
| 1988  | -                            | -                          | 3e tour (1/8) Van Rensburg   | C. Suire C. Tanvier        | 2e tour (1/16) M. Jaggard    | A. Dechaume E. Derly       | -                            | -                          | n/a                         | n/a                         |
| 1989  | 2e tour (1/16) L. Antonoplis | Sylvia Hanika Kohde-Kilsch | -                            | -                          | -                            | -                          | -                            | -                          | n/a                         | n/a                         |

Sous le résultat, la partenaire ; à droite, l’ultime équipe adverse.

### En double mixte
| Année | Open d'Australie (janvier),   | Open d'Australie (janvier), | Internationaux de France     | Internationaux de France | Wimbledon                   | Wimbledon                | US Open                | US Open                  | Open d'Australie (décembre), | Open d'Australie (décembre), |
| ----- | ----------------------------- | --------------------------- | ---------------------------- | ------------------------ | --------------------------- | ------------------------ | ---------------------- | ------------------------ | ---------------------------- | ---------------------------- |
| 1981  | n/a                           | n/a                         | 1/2 finale Andrés Gómez      | Betty Stöve Fred McNair  | -                           | -                        | -                      | -                        | n/a                          | n/a                          |
| 1985  | n/a                           | n/a                         | -                            | -                        | -                           | -                        | 1/2 finale Leif Shiras | Navrátilová H. Günthardt | n/a                          | n/a                          |
| 1986  | n/a                           | n/a                         | -                            | -                        | 1er tour (1/32) Leif Shiras | Navrátilová H. Günthardt | -                      | -                        | n/a                          | n/a                          |
| 1988  | -                             | -                           | 1er tour (1/32) Brad Drewett | B. Schultz M. Schapers   | -                           | -                        | -                      | -                        | n/a                          | n/a                          |
| 1989  | 1er tour (1/16) Gary Donnelly | H. Ludloff H. de la Peña    | -                            | -                        | -                           | -                        | -                      | -                        | n/a                          | n/a                          |

Sous le résultat, le partenaire ; à droite, l’ultime équipe adverse.

## Parcours aux Masters

### En simple dames
| # | Date       | Nom de l'édition                       | ($)     | Surface         | Résultat      | Ultime adversaire | Score    |          |
| - | ---------- | -------------------------------------- | ------- | --------------- | ------------- | ----------------- | -------- | -------- |
| 1 | 27/02/1984 | Virginia Slims Championships, New York | 500 000 | Moquette (int.) | 1/4 de finale | Barbara Potter    | 6-2, 6-1 | Parcours |

### En double dames
| # | Date       | Nom de l'édition                      | ($)     | Surface         | Résultat      | Partenaire      | Ultimes adversaires             | Score    |          |
| - | ---------- | ------------------------------------- | ------- | --------------- | ------------- | --------------- | ------------------------------- | -------- | -------- |
| 1 | 18/03/1985 | Virginia Slims Championships New York | 500 000 | Moquette (int.) | 1/4 de finale | Virginia Ruzici | Martina Navrátilová Pam Shriver | 6-3, 6-1 | Parcours |

## Parcours aux Jeux olympiques

### En simple dames
| # | Date       | Nom de l'olympiade         | Surface    | Résultat      | Ultime adversaire | Score     |          |
| - | ---------- | -------------------------- | ---------- | ------------- | ----------------- | --------- | -------- |
| 1 | 06/08/1984 | Olympic Games, Los Angeles | Dur (ext.) | 1/4 de finale | Sabrina Goleš     | 6-2, 7-62 | Parcours |

## Parcours en Coupe de la Fédération
| #                                                                   | Date       | Lieu      | Surface      | Gagnante(s)      | Perdante(s)       | Score         |          |
|                                                                     |            |           |              |                  |                   |               |          |
| 1984 - 1er tour (groupe mondial) - États-Unis - Mexique - 3 : 0     |            |           |              |                  |                   |               |          |
| 1                                                                   | 16/07/1984 | São Paulo | Terre (ext.) | Kathleen Horvath | Claudia Hernandez | 1-6, 6-4, 6-3 | Parcours |
|                                                                     |            |           |              |                  |                   |               |          |
| 1984 - 2e tour (groupe mondial) - États-Unis - Suisse - 2 : 1       |            |           |              |                  |                   |               |          |
| 2                                                                   | 16/07/1984 | São Paulo | Terre (ext.) | Kathleen Horvath | Lilian Drescher   | 2-6, 6-3, 6-3 | Parcours |
|                                                                     |            |           |              |                  |                   |               |          |
| 1984 - 1/4 de finale (groupe mondial) - États-Unis - Italie - 2 : 1 |            |           |              |                  |                   |               |          |
| 3                                                                   | 16/07/1984 | São Paulo | Terre (ext.) | Kathleen Horvath | Sandra Cecchini   | 6-3, 7-5      | Parcours |
|                                                                     |            |           |              |                  |                   |               |          |
| 1984 - 1/2 finale (groupe mondial) - États-Unis - Australie - 1 : 2 |            |           |              |                  |                   |               |          |
| 4                                                                   | 16/07/1984 | São Paulo | Terre (ext.) | Anne Minter      | Kathleen Horvath  | 6-3, 6-4      | Parcours |

## Classements WTA

### Classements en simple en fin de saison
| Année | 1983 | 1986 | 1988 | 1989 |
| Rang  | 16   | 47   | 85   | 224  |

Source : (en) « Classements de Kathleen Horvath », sur le site officiel du WTA Tour